# 여수 흥국사 대웅전 후불탱
여수 흥국사 대웅전 후불탱(麗水 興國寺 大雄殿 後佛幀)은 대한민국 전라남도 여수시 흥국사에 있는 조선시대의 불화이다. 1974년 7월 9일 대한민국의 보물 제578호로 지정되었다.

## 개요
흥국사대웅전후불탱(興國寺大雄殿後佛幀)은 석가가 영취산에서 여러 불·보살에게 설법하는 내용을 담고 있는 탱화로, 비단 바탕에 채색하여 그렸으며 크기는 가로 4.27m, 세로 5.07m이다.
이 탱화는 화면 중앙에 있는 석가여래를 중심으로 앞쪽 양옆으로 여섯 명의 보살들이 배치되었고, 그 옆으로는 사천왕을 거느리고 있다. 석가여래상의 바로 옆과 뒤편으로는 10대 제자를 비롯하여 따르는 무리들이 조화롭게 배열되어 있다. 석가여래상은 왼쪽 어깨에 옷을 걸쳤고, 얼굴은 둥글고 풍만한 모습이다.
채색은 대체로 붉은색과 녹색으로 이루어졌는데, 머리광배의 녹색은 지나치게 광택이 있어 은은하고 밝은 맛이 줄어든다. 그러나 꽃무늬나 옷주름선 등에 금색을 사용하고 있어서 한결 고상하고 품위있는 분위기를 만들고 있다. 숙종 19년(1693)에 왕의 만수무강과 나라의 평안을 기원하기 위해 천신(天信)과 의천(義天) 두 승려화가가 그린 이 탱화는 원만한 형태와 고상한 색채의 조화로 17세기 후반기의 걸작으로 높이 평가된다.

## 참고 자료
- 여수 흥국사 대웅전 후불탱 - 국가유산청 국가유산포털